# Lipit-Ištar
Lipit-Ištar ali Lipit-Eštar je bil peti vladar prve isinske dinastije, ki je vladal približno od 1870 pr. n. št. do 1860 pr. n. št. (kratka kronologija).
Iz njegovega obdobja se je sicer ohranilo nekaj dokumentov in kraljevih napisov, vendar večina znanja o njem izhaja iz hvalnic, napisanih v sumerskem jeziku  v njegovo čast, in zakonika, napisanega  v njegovem imenu, ki je bil neposredni  predhodnik sto let mlajšega Hamurabijevega zakonika (okoli 1793-1750 pr. n. št.) in eden prvih v zgodovini človeštva. Iz letopisov njegovega vladanja je razvidno, da je odbil napad Amorejcev. Med njegovo vladavino se je uprl guverner Lagaša Gungunum in v Larsi osnoval svojo dinastijo.

## Lipit-Ištarjev zakonik
Lipit-Ištar je v okviru svojih zakonodajnih pooblastil ustvaril enega od najstarejših zakonikov, ki se po njem imenuje Lipit-Ištarjev zakonik. Napisan je v sumerskem jeziku. Imel je 43 členov. Devet fragmentov, napisanih na glinastih tablicah, so odkrili med izkopavanji v Nipurju.
Lipit-Ištarjev zakonik je bil zasnovan za utrditev obstoječih gospodarskih odnosov v luči povečanja zasebne lastnine, ki je povzročila nastanek novih precedensov v odnosu med posameznikom in državo. Zakonik predpisuje pravila in postopke, ki se nanašajo na najem delovne sile in lastnine, družine in dednega prava, različne vidike lastništva in obveznosti. Načelo enakovrednih povračilnih ukrepov (oko za oko, zob za zob), značilno za Hamurabijev zakonik,  je po do sedaj znanih podatkih obravnavano samo v enem členu, ki je namenjen kaznovanju lažnih prič: »Kazen za krivo izpoved naj bo enaka tisti, ki jo je neupravičeno utrpel oškodovanec«. 
Iz fragmentov glinastih tablic so bili v celoti rekonstruirani naslednji členi zakonika: 
§ 9 Če je človek vstopil v sadovnjak drugega človeka in so ga zalotili pri kraji, mora lastniku plačati deset srebrnikov.
§ 10 Če je človek posekal drevo na vrtu drugega človeka, mora plačati pol mine (30 srebrnikov).
§ 11 Če je ob hiši prvega lastnika zanemarjeno golo zemljišče drugega lastnika, lahko lastnik hiše reče lastniku golega zemljišča: »Zaradi tvojega zanemarjenega zemljišča lahko nekdo vdre v mojo hišo: utrdi svojo hišo« in je slednji dogovor potrdil,  mora lastnik golega zemljišča povrniti lastniku hiše vse izgubljeno imetje.
§ 12 Če je sužnja ali suženj pobegnil v mesto in je tam dokazano prebival v hiši drugega človeka en mesec, mora slednji dati sužnja za sužnja.
§ 13 Če nima sužnja, mora plačati petnajst srebrnikov.
§ 14 Če je suženj svojemu lastniku kako odkupil svoje suženjstvo in je lastnik to dvakrat potrdil, mora biti suženj osvobojen.
§ 15 Če je služabnik (miktum) kraljevo darilo, ne more biti odtujen.
§ 16 Če je miktum prišel k človeku po svoji svobodni volji, ga človek ne more obdržati in lahko gre, kamor želi.
§ 17 Če je človek brez soglasja drugega človeka le-tega obvezal za nekaj, za kar slednji ni seznanjen, slednji nima nobenih zakonskih obveznosti. Prvi človek bo kaznovan skladno s tem, za  kar ga je obvezal.
§ 18 Če sta gospodar posestva ali gospodarica posestva prenesla plačevanje davkov na tretjo osebo, tri leta ne moreta biti deložirana. Po treh letih pride posest v last tistega, ki je plačeval davke in lastnika od njega ne moreta zahtevati nobene odškodnine.
§ 22 Če je oče še živ in je njegova hči visoka svečenica, svečenica ali kultna prostitutka, lahko hči prebiva v njegovi hiši kot dedinja.
§ 24 Če se je moški drugič poročil in mu je druga žena rodila otroke, imajo pravico do dote, ki jo je prinesla iz očetove hiše, samo njeni otroci, očetovo lastnino pa dedujejo otroci iz obeh zakonov.
§ 25 Če je bil moški poročen z ženo, ki mu je rodila otroke in ti otroci še živijo, otroke pa mu je rodila tudi njegova sužnja, katero je skupaj z njenimi otroki osvobodil, otroci sužnje ne bodo delili očetove posesti z otroki njegove žene.
§ 27 Če možu otrok ni rodila zakonita žena, ampak vlačuga z javnega trga, mora vlačugo oskrbovati z žitom, oljem in oblačili. Njeni otroci bodo njegovi dediči, dokler je žena živa pa vlačuga ne sme živeti skupaj z ženo v njegovi hiši.
§ 34 Če je človek najel vola in mu z nosnim obročem poškodoval nos, mora plačati tretjino njegove vrednosti.
§ 35 Če je človek najel vola in mu poškodoval oko, mora plačati polovico njegove vrednosti.
§ 36 Če je človek najel vola in mu zlomil rog, mora plačati četrtino njegove vrednosti.
§ 37 Če je človek najel vola in mu zlomil rep, mora plačati četrtino njegove vrednosti.

## Vira
- James R. Court. Codex Collections from Mesopotamia and Asia Minor. Scholars Press, 1995.
- Francis R. Steele. The Code of Lipit Ishtar. University of Pennsylvania Museum Monographs.  American Journal of Archaeology 52 (1948)

| Vladarski nazivi       | Vladarski nazivi                                                   | Vladarski nazivi      |
| ---------------------- | ------------------------------------------------------------------ | --------------------- |
| Predhodnik: Išme-Dagan | Kralj Isina 1870 pr. n. št. – 1860 pr. n. št. (kratka kronologija) | Naslednik: Ur-Ninurta |